# Avenida Brasil
Pour la voie de São Paulo, voir Avenida Brasil.
Avenida Brasil est une telenovela brésilienne, diffusée du 26 mars au 19 octobre 2012 sur le réseau de télévision Rede Globo. Créée et écrite par João Emanuel Carneiro, scénariste de plusieurs autres séries télévisées pour Globo, elle est réalisée par Ricardo Waddington.
En France, elle est diffusée sur Outremer 1er depuis le 16 décembre 2013 et sur France Ô depuis le 24 février 2014. Elle est diffusée sur Diamants TV entre le 9 janvier 2015 et le 16 août 2015. Elle est diffusée en Belgique sur La Deux depuis le 1er février 2016. Elle est diffusée à nouveau sur Nina TV en 2018.
La série est disponible sur M6 via la plateforme 6play depuis le 15 mars 2019.
En novembre 2022, elle est diffusée sur Novelas TV jusqu'au 16 juin 2023.

## Synopsis
Prêt à porter plainte, Génèsio, se fait accidentellement renverser par une voiture. Le conducteur, Jorge Tufão, dit « Typhon », célèbre buteur du Flamengo, s'enfuit après avoir pris l'identité de sa victime. Il contacte Carminha pris de remords. La veuve, voyant le footballeur prêt à tout pour se racheter discrètement, décide de frapper un plus grand coup, en le séduisant. Elle abandonne Rita dans un dépôt à ordures qu'elle connaît bien.
Carminha réussit à épouser Typhon. Rita alimente une haine et un désir de vengeance envers sa marâtre. Elle est néanmoins recueillie par Lucinda, une femme qui élève dans la décharge des enfants abandonnés comme le petit Patate, premier amour de Rita. Elle est plus tard adoptée en Argentine, dans un milieu aisé, où on la renomme Nina.
Pendant ce temps, déçue de donner naissance à une fille, Carminha se résigne à récupérer son fils biologique... Patate. Le garçon présenté comme un orphelin prend alors le nom de son père adoptif, Jorge (ou Jorginho).

## Distribution

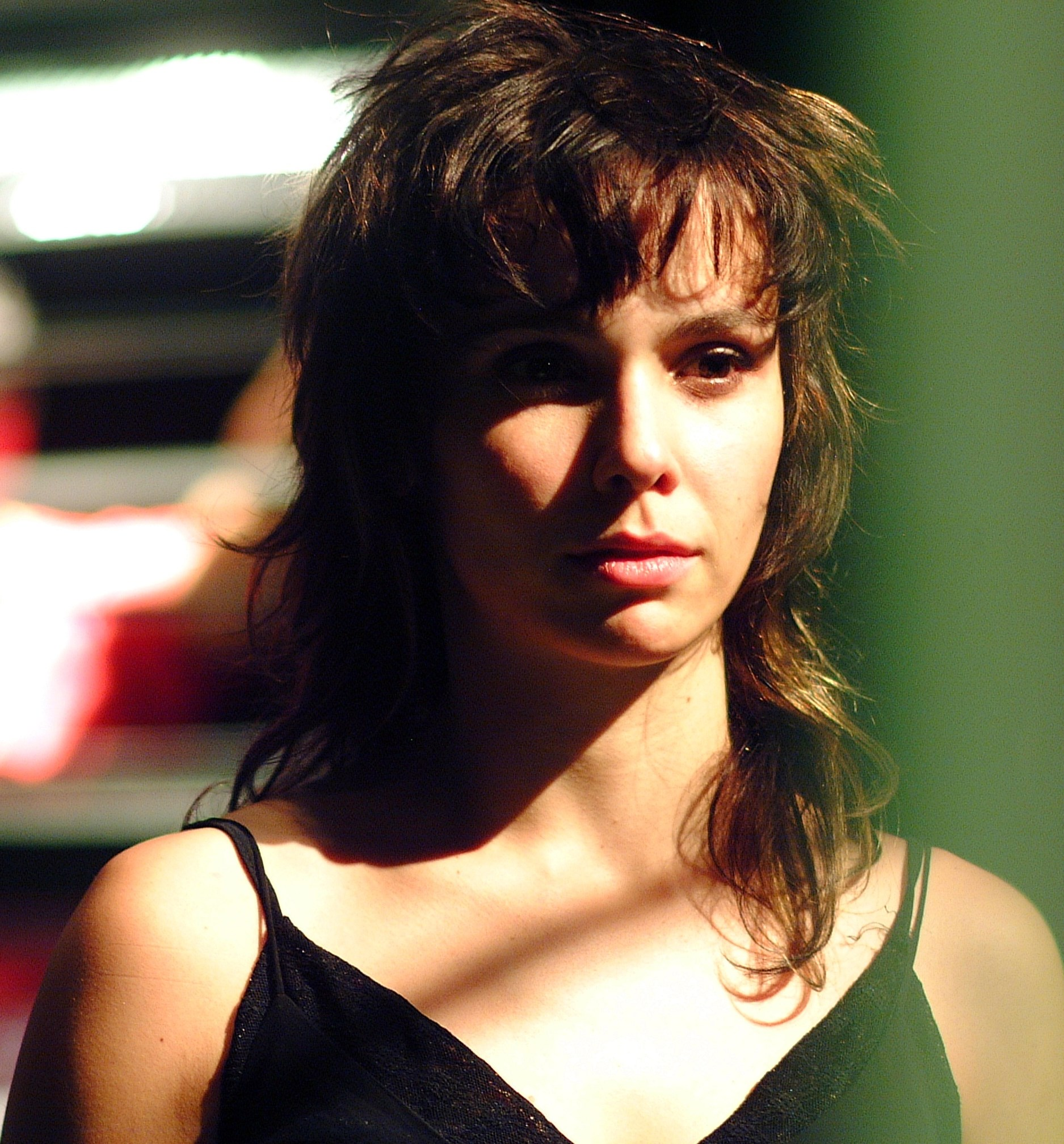
Débora Falabella incarne le rôle principal de Nina.

### Enfance et jeunesse de Nina
- Débora Falabella : Nina García Hernández (Rita Fonseca de Sousa)
- Tony Ramos : Genésio Fonseca Souza (mari de Carminha et père de Rita)
- Mel Maia : Rita Fonseca de Sousa (enfant)
- Bernardo Simões : Patate (enfant)
- Jean Pierre Noher : Martin García Hernández, père adoptif de Nina
- Carol Abras : Begônia García Hernández, sœur adoptive de Nina

### Famille de Tufão
- Murilo Benício : Tufão (Jorge Araújo)
- Adriana Esteves : Carminha (Carmen Lúcia Moreira de Araújo)
- Cauã Reymond : Jorge de Sousa Araújo, dit Jorginho / Cristiano Moreira (Patate)
- Eliane Giardini : Muricy Araújo, mère de Tufão
- Juliano Cazarré : Adauto, fiancé de Muricy
- Ana Karolina Lannes : Ágatha Moreira Araújo, fille de Carminha
- Marcos Caruso (V.F. : Lionel Henry) : Leleco Araújo, père de Tufão
- Débora Nascimento (V.F. : Aurélie Turlet) : Tessália das Graças Mendonça, fiancée de Leleco
- Leticia Isnard : Ivana Araújo Oliveira, sœur de Tufão et épouse de Max
- Marcello Novaes (V.F. : Emmanuel Karsen) : Max (Maxwell Pereira Oliveira), amant de Carminha
- Cláudia Protásio (V.F. : Mélanie Nostry) : Zezé, servante de Tufão & Carminha
- Cláudia Missura : Janaína, servante de Tufão & Carminha

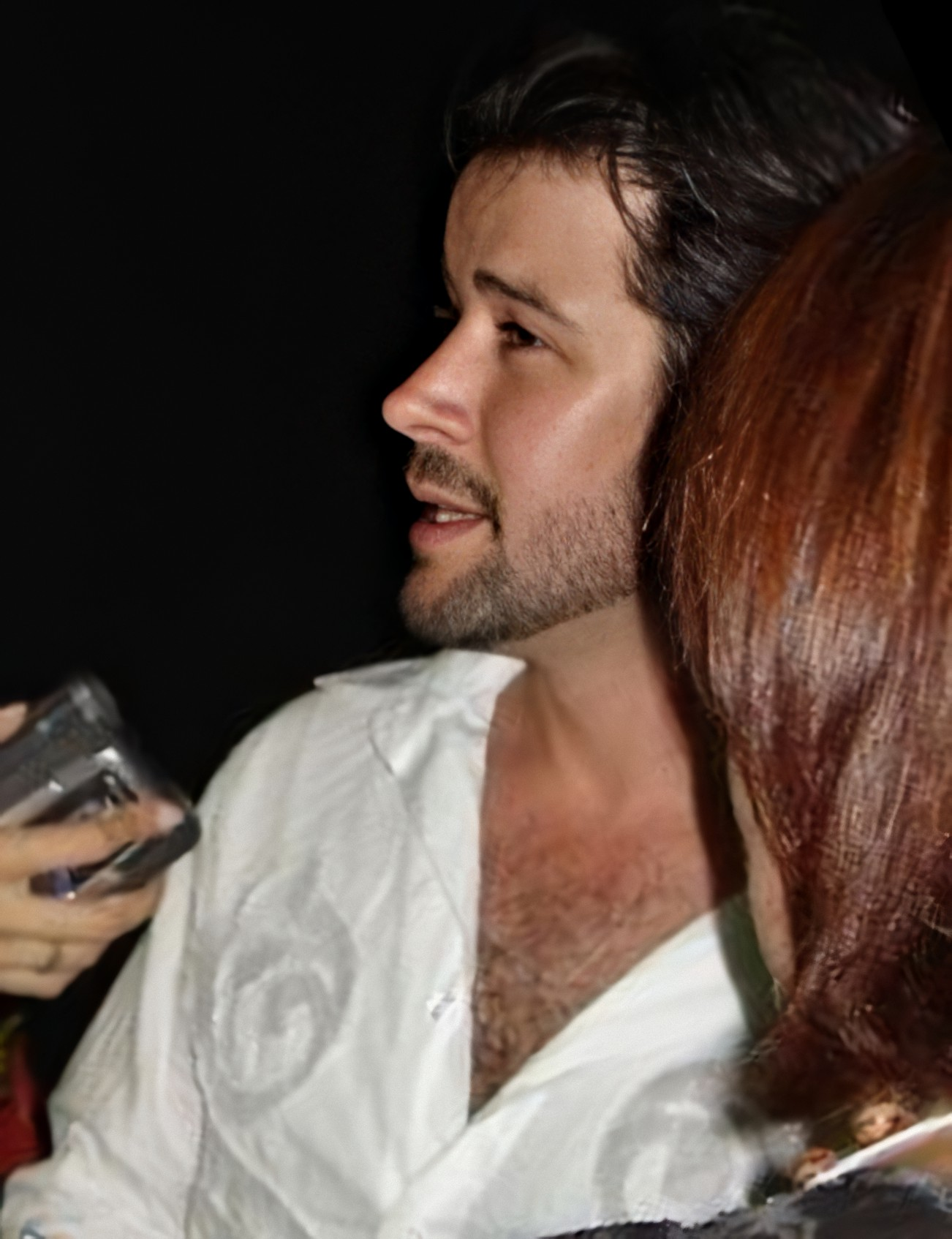
Murilo Benício Tufão.
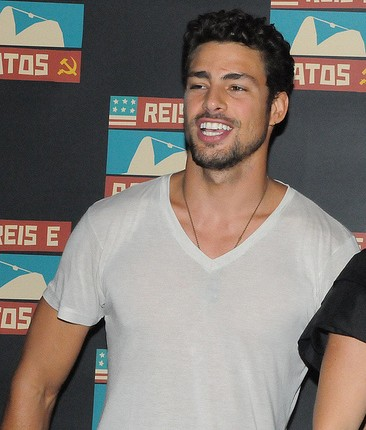
Cauã Reymond Jorginho
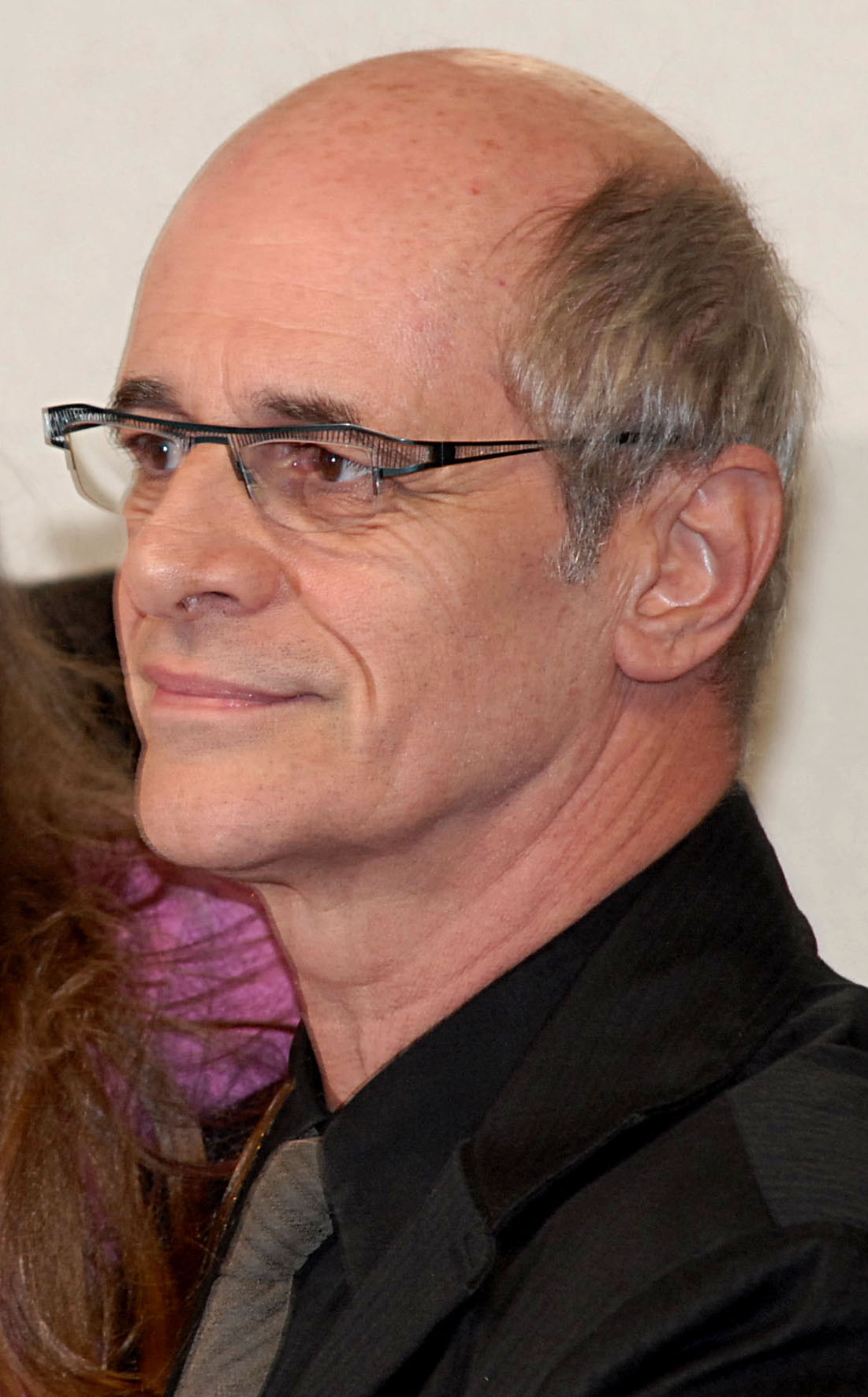
Marcos Caruso Leleco
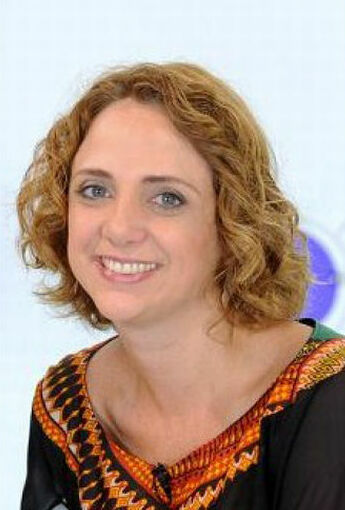
Letícia Isnard Ivana
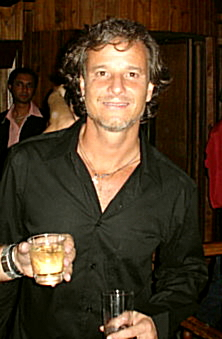
Marcello Novaes Max
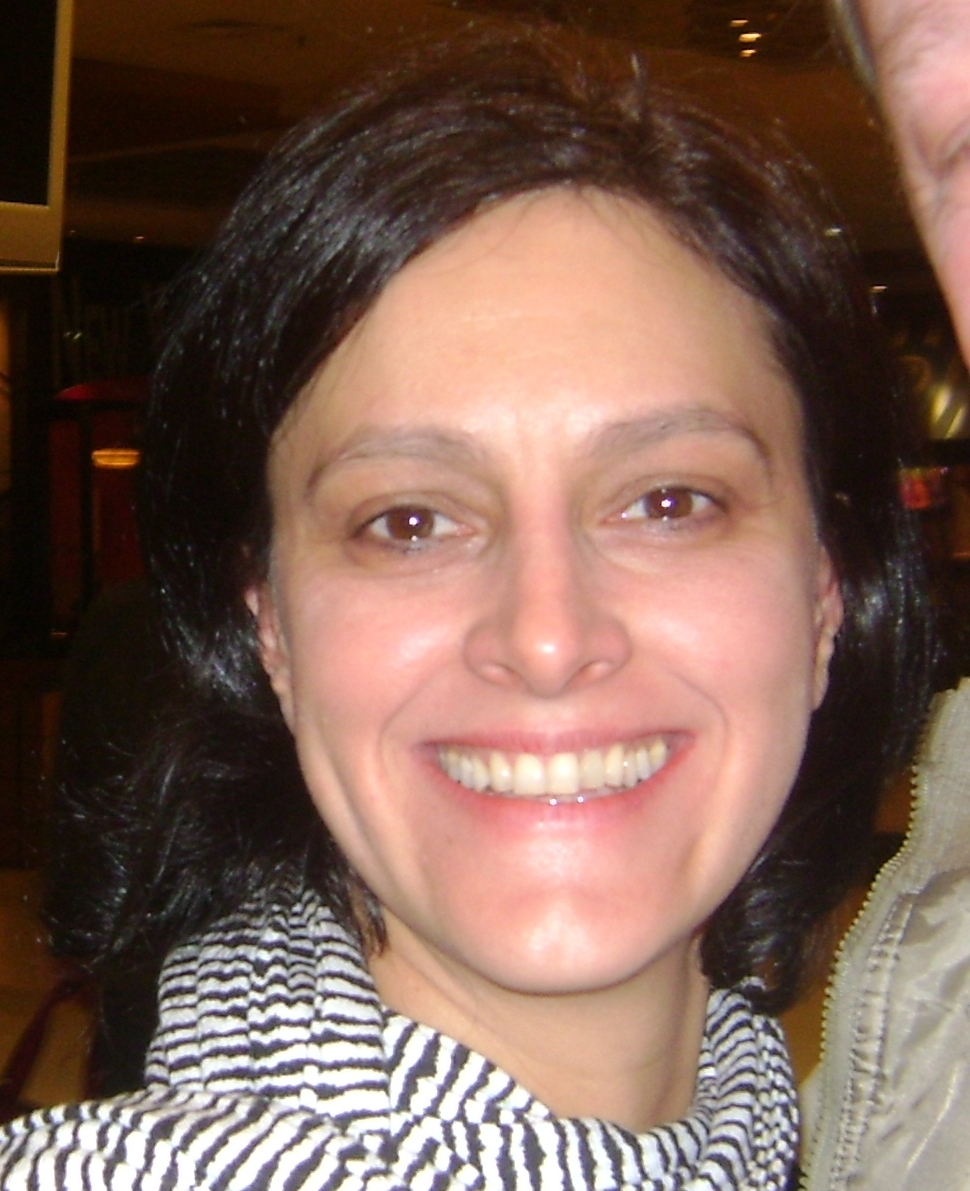
Cláudia Missura Janaína

### Familles de Carlos
- Alexandre Borges : Carlos Eduardo de Souza Queirós (Carlito / Dudu)
- Débora Bloch : Vêronica Magalhães Queirós, femme n°1 de Carlos (alias Carlitos)
- Nathalia Dill (V.F. : Aurélie Turlet) : Débora Magalhães Queirós, fiancée de Jorginho, fille de Carlos & Vêronica
- Camila Morgado : Noêmia Buarque Queirós, femme n°2 de Carlos (alias Dudu)
- Ronny Kriwat : Tomás Buarque Queirós, fils de Carlos & Noêmia
- Carolina Ferraz : Alexia Bragança Queirós
- Bruna Griphao (V.F. : Aurélie Turlet) : Paloma Bragança Queirós, fille de Carlos & Alexia
- Lui Strassburger : Ruy, fiancé d'Alexia

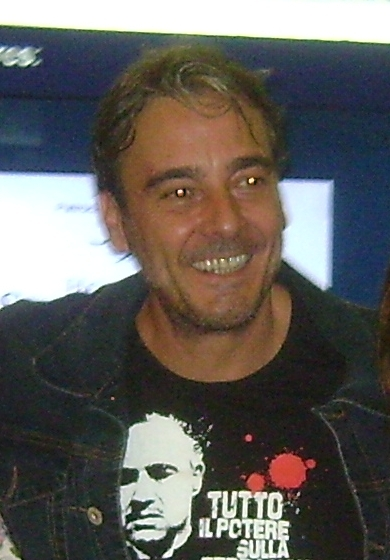
Alexandre Borges Cadinho / Dudu
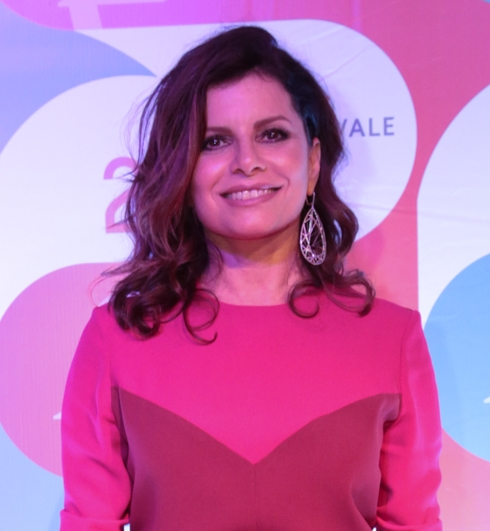
Débora Bloch Verônica Magalhães Queirós
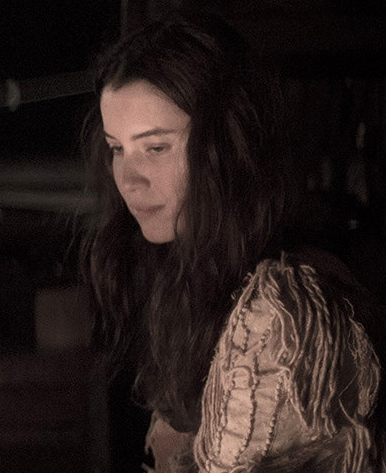
Nathalia Dill Débora Magalhães Queirós
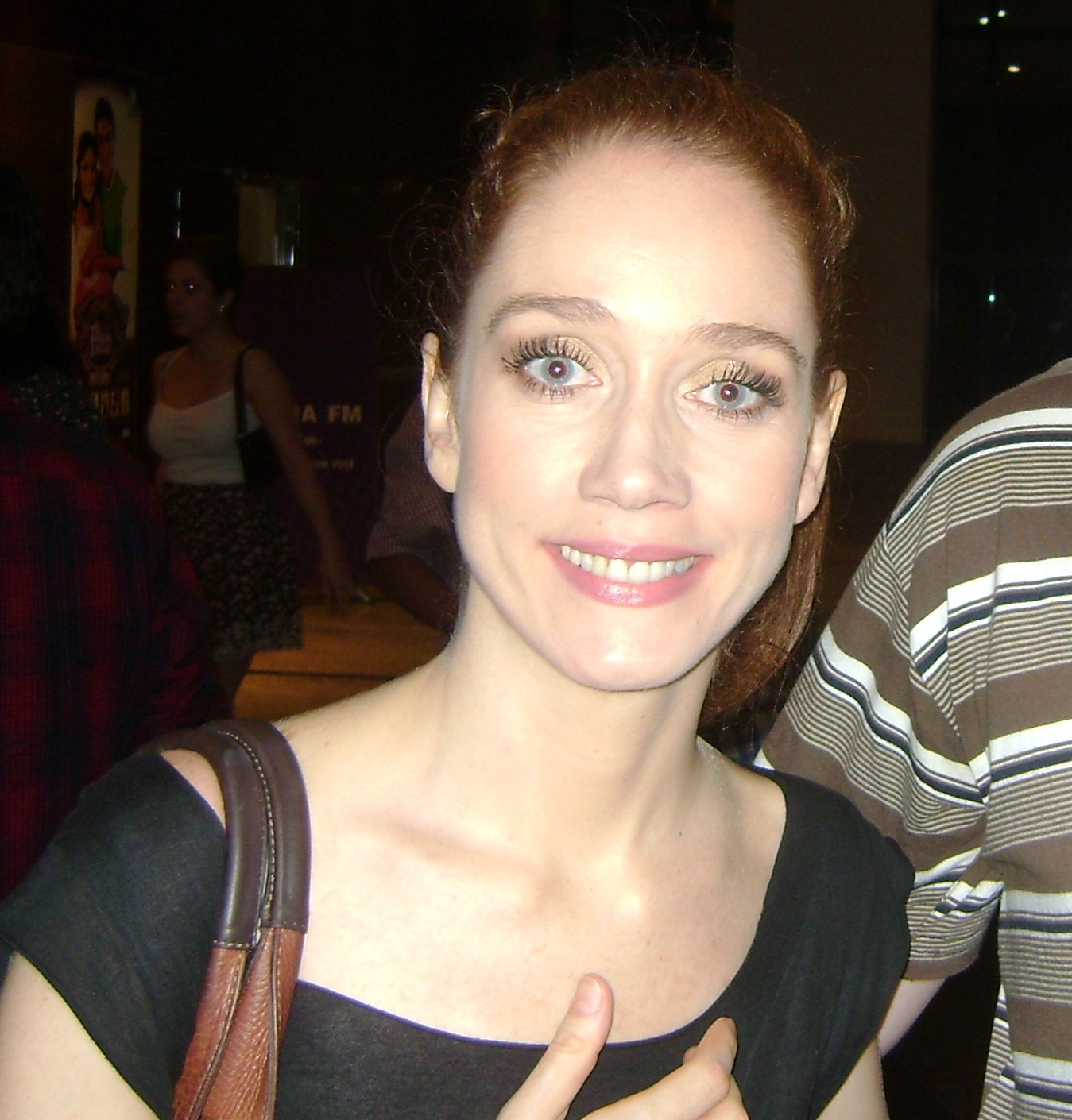
Camila Morgado Noêmia Buarque Queirós
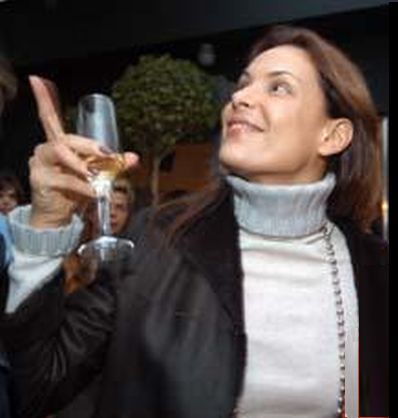
Carolina Ferraz Alexia Bragança Queirós

### Autres

#### Décharge
| - Vera Holtz : Lucinda Pereira (Maman Lucinda) - José de Abreu : Nilo Oliveira, père de Max - Bianca Comparato : Betânia de Almeida - João Pedro Carvalho : Jerônimo |  | - Vera Holtz Lucinda - José de Abreu Nilo - Bianca Comparato Betânia |

#### Divino & divers personnages
- Heloísa Perissé : Monalisa Barbosa, ex-fiancée de Tufão
- Bruno Gissoni : Iran Barbosa, fils adoptif de Monalisa
- Ailton Graça (V.F. : Lionel Henry) : Paulo Silas, fiancé puis époux de Monalisa
- José Loreto (V.F. : Emmanuel Karsen) : Dárkson Silas, fils de Paulo Silas
- Fabíula Nascimento (V.F. : Aurélie Turlet) : Olenka Cabral, amie de Monalisa
- Otávio Augusto : Diógenes
- Paula Burlamaqui : Dolores Neiva (Soninha Catatau)
- Daniel Rocha Azevedo : Roniquito, dit Roni, fils de Diogenes & Dolores
- Ísis Valverde (V.F. : Mélanie Nostry) : Suellen
- Thiago Martins : Leandro, joueur du Divino F.C.
- Marcio Tadeu : Père Solano, curé du quartier du Divino
- Luana Martau (V.F. : Aurélie Turlet) : Maria da Purificação (Beverly), coiffeuse chez Monalisa
- Patrícia de Jesus : Jéssica
- Emiliano D'Ávila : Lúcio, fils de Janaina
- André Luiz Miranda : Valentim, serveur chez Silas
- Felipe Abib : Jimmy Bastos, collaborateur de Carlos
- Marcella Valente : Renata
- Murilo Elbas : Branco
- Juca de Oliveira : Santiago Moreira

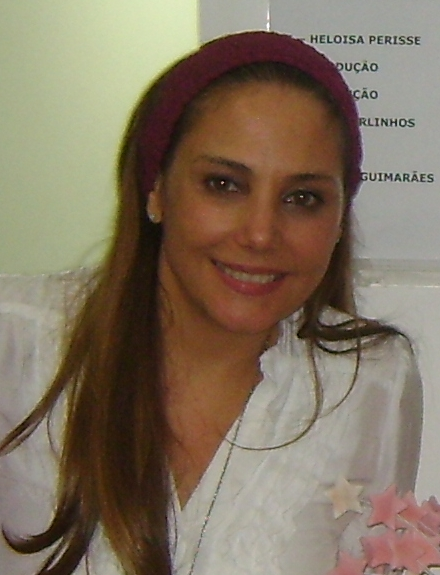
Heloísa Perissé Monalisa
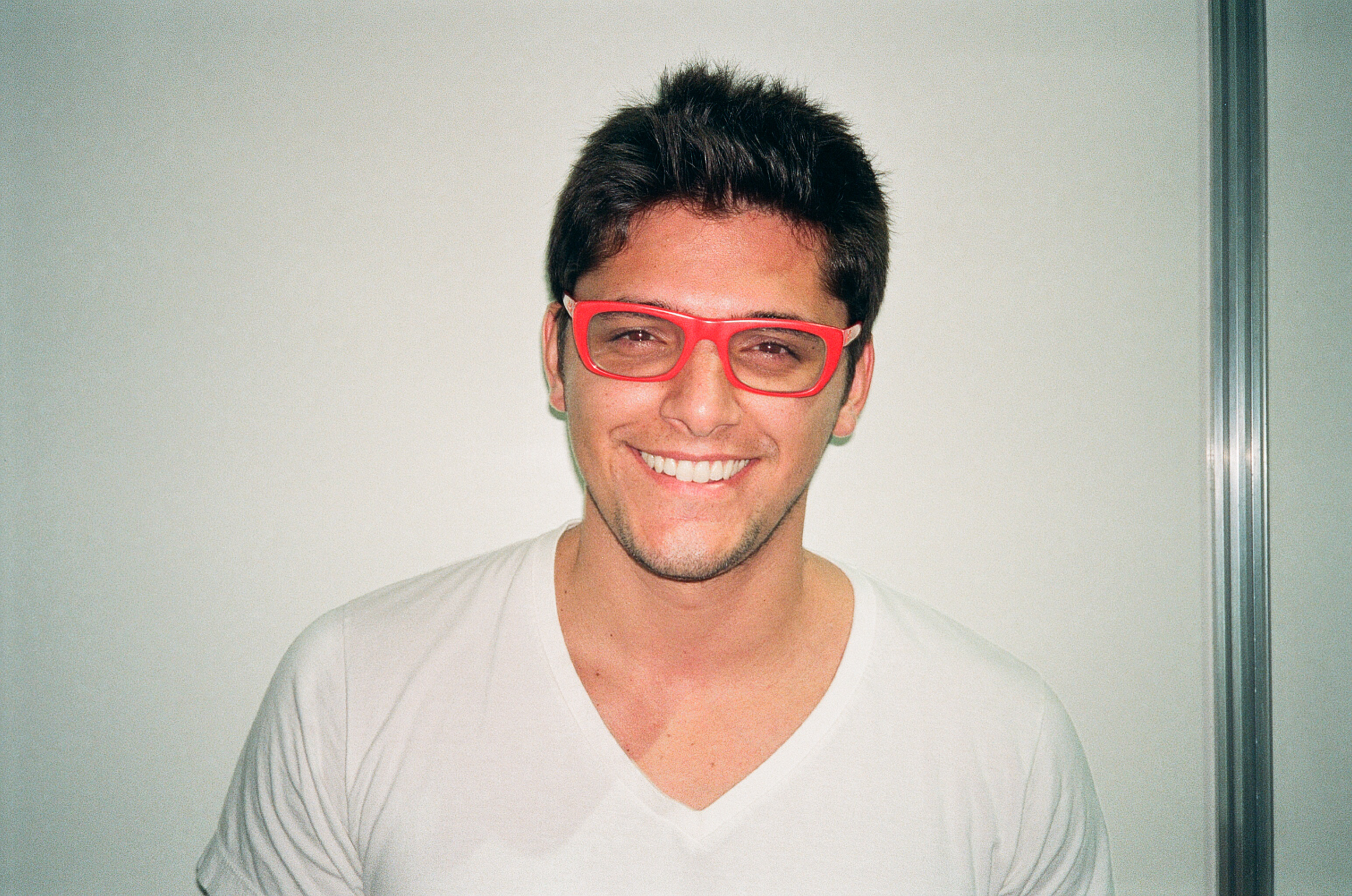
Bruno Gissoni Iran
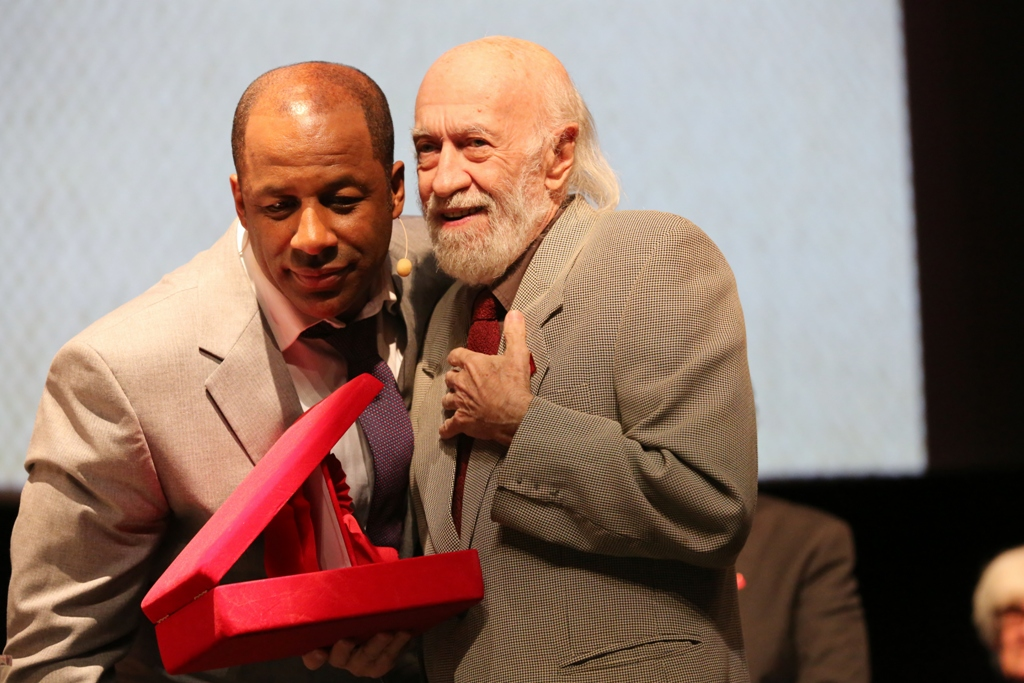
Ailton Graça Paulo Silas
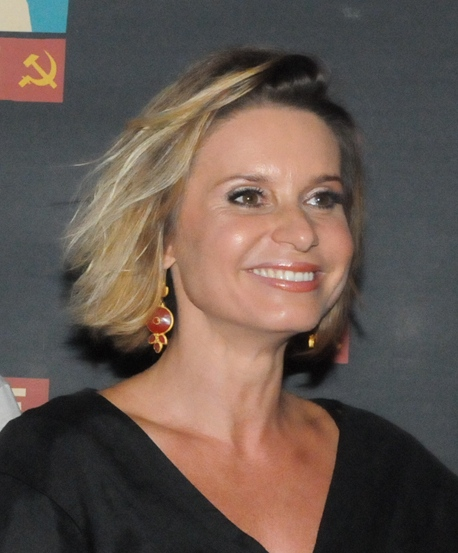
Paula Burlamaqui Dolores Neiva
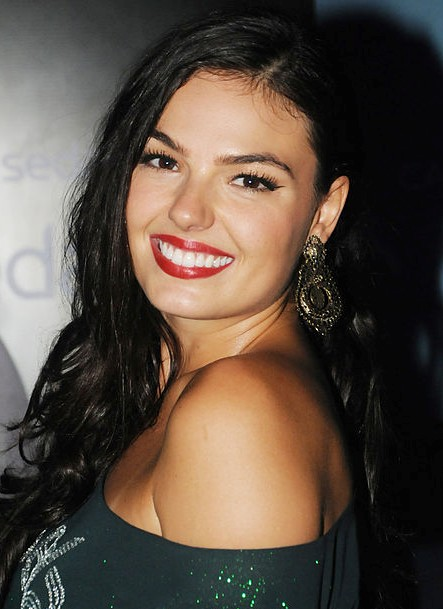
Ísis Valverde Suelen
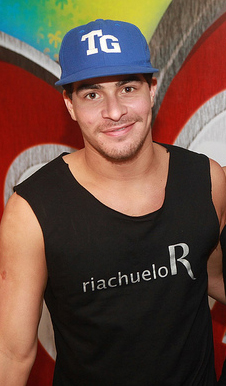
Thiago Martins Leandro

## Doublage
Les voix françaises sont :
- Océane Ligier, Jeanne Brocard, Leonor Mariani, Daria Levannier, Aurélie Turlet, Joséphine Dupond, Marie Esposito, Mélanie Nostry,
- Louis Couronne, Léon Camé, Jean-Antoine Villanova, Pierre Bordeaux, Philippe Cobalt, Lionel Henry, Raphaël Poupier, Michel Boursier, Laurent Selva.

## Distinctions

### Nominations
- International Emmy Awards 2013 : Meilleure telenovela